# Kyle Busch

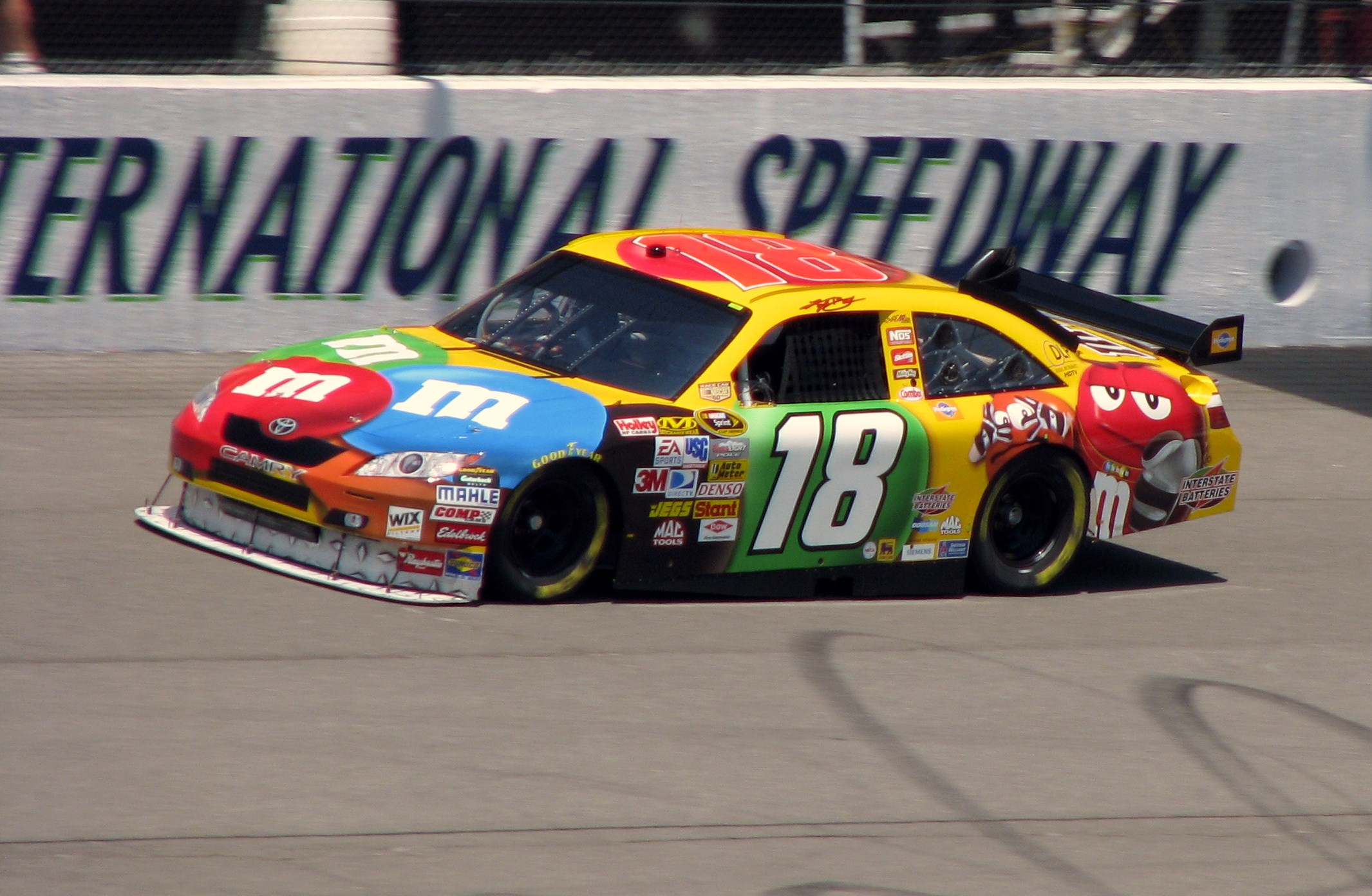
1. 18 Kyle Busch år 2008 på Michigan International Speedway i Michigan, USA.

Kyle Busch, född den 2 maj 1985 i Las Vegas, Nevada, USA, är en amerikansk racerförare i NASCAR för Joe Gibbs Racing i en Toyota.

## Racingkarriär
Busch är bror till Kurt Busch, mästare i NASCAR 2004, så det var naturligt att han skulle följa i broderns fotspår. Han debuterade i truckracing redan 2001, men fick sedan inte köra då NASCAR höjde sin åldersgräns. Han debuterade i huvudserien Nextel Cup 2004, och vann på California Speedway sitt första året därpå. 2008 års grundserie dominerades av Busch, som vann åtta race, och tog med sig ledningen in i mästerskapsserien. Där sjönk Busch till en tiondeplats, efter att plötsligt ha tappat formen.

## Statistik NASCAR Nextel/Sprint Cup

### Segrar
| Nr | Bana         | År   |
| -- | ------------ | ---- |
| 1  | Fontana      | 2005 |
| 2  | Phoenix      | 2005 |
| 3  | Loudon       | 2006 |
| 4  | Bristol      | 2007 |
| 5  | Atlanta      | 2008 |
| 6  | Talladega    | 2008 |
| 7  | Darlington   | 2008 |
| 8  | Dover        | 2008 |
| 9  | Sears Point  | 2008 |
| 10 | Daytona      | 2008 |
| 11 | Chicago      | 2008 |
| 12 | Watkins Glen | 2008 |
| 13 | Las Vegas    | 2009 |
| 14 | Bristol      | 2009 |
| 15 | Richmond     | 2009 |

## Karriärstatistik i NASCAR
| År     | Race | Segrar | Pole position | Topp 5 | Topp 10 | Brutna race | Målgångar | Starter | Vinster ($) | Rankad | Team                 |
| ------ | ---- | ------ | ------------- | ------ | ------- | ----------- | --------- | ------- | ----------- | ------ | -------------------- |
| 2004   | 6    | 0      | 0             | 0      | 0       | 4           | 35.2      | 27.2    | $394,489    | 50     | Hendrick Motorsports |
| 2005   | 36   | 2      | 1             | 9      | 13      | 8           | 21.0      | 18.6    | $4,185,239  | 20     | Hendrick Motorsports |
| 2006   | 36   | 1      | 1             | 10     | 18      | 2           | 15.5      | 14.9    | $4,821,093  | 10     | Hendrick Motorsports |
| 2007   | 36   | 1      | 0             | 11     | 20      | 2           | 14.1      | 15.0    | $4,685,518  | 5      | Hendrick Motorsports |
| 2008   | 36   | 8      | 2             | 17     | 21      | 2           | 12.0      | 10.1    | $6,617,590  | 10     | Joe Gibbs Racing     |
| 2009   | 20   | 4      | 1             | 6      | 8       | 2           | 18.0      | 8.4     | $4,510,380  | 13     | Joe Gibbs Racing     |
|        |      |        |               |        |         |             |           |         |             |        |                      |
| Totalt | 170  | 16     | 10            | 53     | 80      | 20          | 19.4      | 16.0    | $24,476,193 |        |                      |

 Information från den 26 juli 2009.